# Synaphe
Die Gattung Synaphe ist eine Schmetterlings-Gattung aus der Familie der Zünsler (Pyralidae), innerhalb der Überfamilie Pyraloidea. In Europa kommen etwa 10 Arten vor, im deutschsprachigen Raum sind es vier Arten.

## Merkmale
Die Arten der Gattung Synaphe erreichen eine Flügelspannweite von 18 bis 36 Millimeter. Die Vorderflügel sind lang und schmal, bei den Weibchen ausgeprägter als bei den Männchen. Meist ist der Costalrand leicht konkav eingebuchtet. Die helle Außenlinie ist bei allen Arten deutlich ausgebildet, meist etwas geschwungen und häufig auch gezackt. Die Innenlinie ist dagegen häufig undeutlich und kann bei manchen Arten auch fehlen. Die Grundfarbe der Oberseite der Vorderflügel ist ein helles bis dunkles Braun, das bei manchen Arten auch ockerfarben oder leicht gelblich-braun sein kann. Die Zeichnungselemente, Innenlinie, Außenlinie und Diskal- und Marginalflecken, wenn vorhanden sind deutlich heller als die Grundfarbe, meist weißlich bis gelblich. Bei einigen Arten setzt sich die Zeichnung auf den Hinterflügeln fort, bei anderen Arten sind die Hinterflügel fast einheitlich gefärbt. Die Weibchen sind bei allen Arten meist etwas heller gefärbt als die Männchen. Die Fühler der Männchen sind lang und doppelt gekämmt, die Fühler der Weibchen sind dagegen einfach und fadenförmig.

## Verbreitung und Vorkommen
Die Arten der Gattung haben ihren Verbreitungsschwerpunkt in Südeuropa, Kleinasien und Nordafrika, kommen aber zum Teil über Zentralasien bis an die Pazifikküste vor. Sie bevorzugen trockene und warme Standorte, die mit Gräsern bewachsen sind. In Deutschland kommt nur eine Art vor (Synaphe punctalis). Bei drei anderen Arten reicht das Verbreitungsgebiet von Südosteuropa bis nach Österreich.

## Lebensweise
Die Falter sind meist tag- und nachtaktiv. Die Raupen ernähren sich überwiegend von Gräsern, seltener auch von Moosen und verschiedenen Kräutern. Häufig werden Gespinströhren auf den Nahrungspflanzen oder auch im Boden angelegt. Bei einigen Arten ist der Entwicklungszyklus nur unzureichend bekannt.

## Systematik
In Europa sind 10 Arten nachgewiesen:
- Synaphe antennalis (Fabricius, 1794)
- Synaphe bombycalis ([Denis & Schiffermüller], 1775) – mit drei Unterarten: Synaphe bombycalis bombycalis,  Synaphe bombycalis provincialis (Duponchel, 1833) und Synaphe bombycalis asiatica Obraztsov, 1952
- Synaphe diffidalis (Guenée, 1854)
- Synaphe interjunctalis (Guenée, 1854)
- Synaphe lorquinalis (Guenée, 1854)
- Synaphe moldavica (Esper, 1794) – mit drei Unterarten: S. moldavica moldavica, S. moldavica aberralis (Guenée, 1854) und S. moldavica netricalis (Hübner, 1813)
- Synaphe morbidalis (Guenée, 1849)
- Synaphe oculatalis (Ragonot, 1885)
- Synaphe predotalis (Zerny, 1927) – z. T. auch nur als Unterart der afrikanischen Art S. chellalalis (Hampson, 1900) aufgefasst
- Synaphe punctalis (Fabricius, 1775)